# Sandbach (Stockstadt-Erfelder Altrhein)
Der Sandbach, im Unterlauf auch Schwarzbach genannt, ist ein künstliches Fließgewässer im Hessischen Ried. Er zweigt bei Darmstadt-Eberstadt aus der Modau ab und mündet in Riedstadt in den Stockstadt-Erfelder Altrhein.

## Geographie

### Verlauf

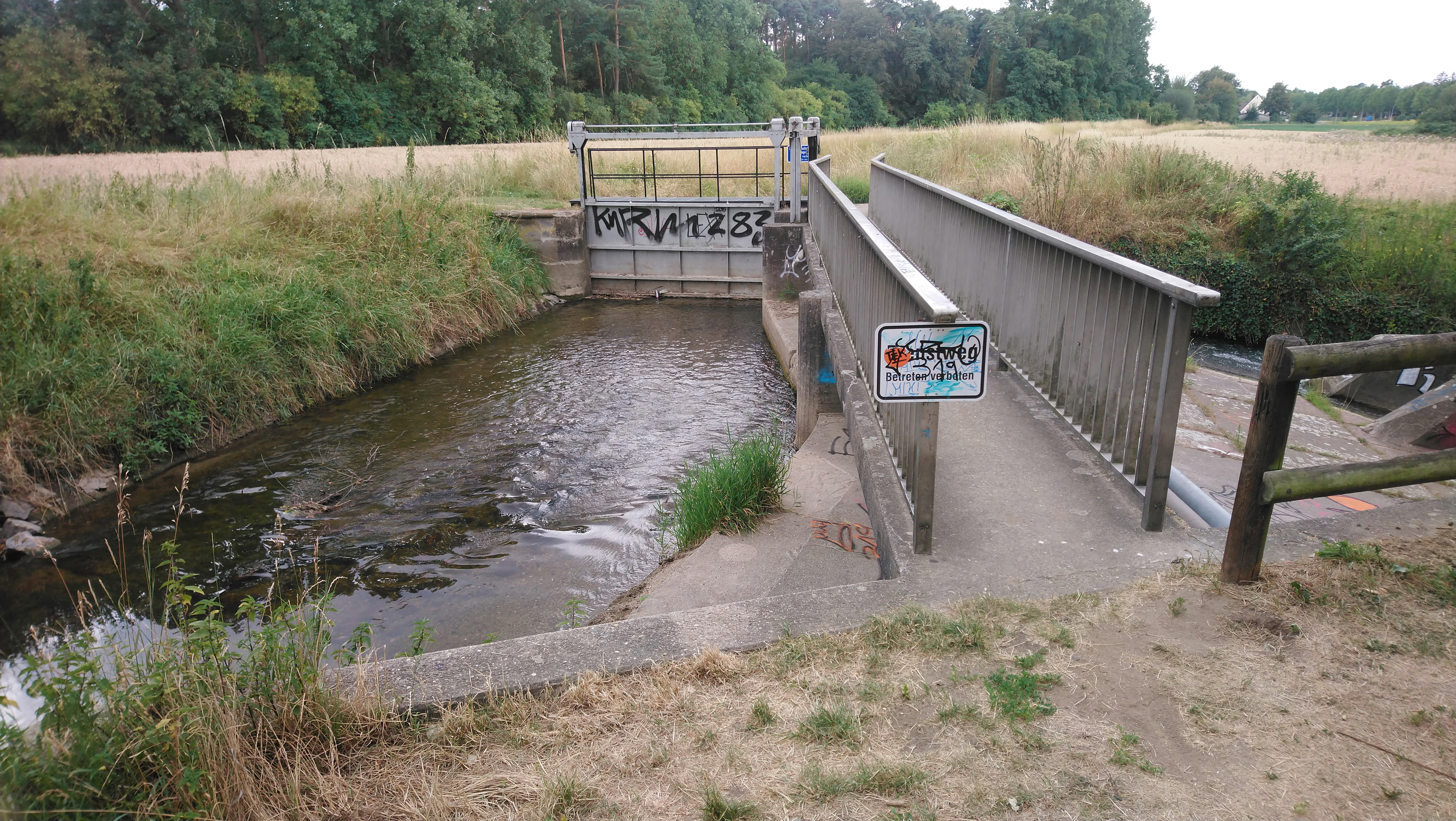
Abzweig des Sandbaches (rechts) aus der Modau (links) bei Pfungstadt

Der Sandbach ist ein Flutgraben, der Hochwasser der Modau direkt zum Rhein ableiten soll. Zwischen Eberstadt und Pfungstadt befindet sich ein steuerbares Streichwehr, das bis zu 22 m³/s in den tiefer liegenden Sandbach ableiten kann. Von dort verläuft der Sandbach teils geradlinig nach Nordwesten und unterquert dabei die Bundesstraße 426 sowie die Bundesautobahn 67, wobei er die südliche Grenze des Darmstädter Westwaldes bildet. Zwischen Eschollbrücken und Crumstadt kreuzte der Sandbach früher den heute nicht mehr bestehenden Landgraben. Danach durchfließt er eine alte Flussschleife des früheren Neckars und nimmt seinen einzigen Zufluss, den Lohrraingraben, von links auf. Der Sandbach unterquert dann die Bundesstraße 44 und die Trasse der Riedbahn und mündet als Schwarzbach bei Erfelden in den Altrhein.

### Zuflüsse
- Lohrraingraben (links)

## Geschichte
Der Sandbach wurde erstmals 1441 in einer Urkunde von Pfungstadt erwähnt. Dieser Entlastungskanal wurde bis zum Rhein gegraben, um die Hochwasser der Modau nach Westen abzuleiten, ohne dass diese in den alten Neckar eingeleitet werden mussten. Der Sandbach überquerte früher die schon fast verlandeten Mäander des damaligen Neckars, der vor 2000 Jahren noch viel weiter nördlich bei Trebur in den Rhein mündete.
Nachdem der Neckar bei Ladenburg seinen Lauf geändert hatte und direkt in den Rhein floss, blieb der ehemalige Neckarlauf im Hessischen Ried immer noch erhalten. Alle Bachläufe aus dem Odenwald und dem nördlich angrenzenden Hügelland mündeten dennoch in das Altneckarbett. Da er zu verlanden drohte, begann man im 16. Jahrhundert die Odenwaldgewässer abzufangen und deren Wasser weiterhin nach Norden zu leiten. Der Landgraben entstand.
Der Sandbach kreuzte seitdem über eine Brücke den Lauf des tiefer fließenden Landgrabens, sodass sich die beiden Gewässer nicht berühren. Nachdem die Odenwaldflüsse direkt zum Rhein geführt wurden, konnte man in den 1930er Jahren den Landgraben entbehren und er wurde zugeschüttet.